# Lisa Lampanelli
Lisa Lampanelli (født 1961 i Connecticut) er en amerikansk/italiensk komiker og skuespiller. Hun er kendt for sin kontroversielle stil og provokerende humor.
Lampanelli er vokset op i en katolsk familie. Hendes mor var politibetjent og hendes far ansat ved et luftfartsselskab. 
Lampanelli er uddannet i journalistik fra Boston College. Hun har endvidere studeret ved Sikorsky University og Havard. I starten af 1990'erne begyndte Lampanelli at optræde som stand up-komiker i New York. I 2009 fik hun udgivet sin selvbiografi Chocolate, Please: My Adventures in Food, Fat, and Freaks. 

## Refrencer
- Lisa Lampanellis hjemmeside
- Lisa Lampanelli på Internet Movie Database (engelsk)
- Lisa Lampanelli på AllMovie (engelsk)
- Lisa Lampanelli på Rotten Tomatoes (engelsk)
- Lisa Lampanelli på The Movie Database (engelsk)
- Lisa Lampanelli på Behind The Voice Actors (engelsk)